# Rivière-les-Fosses
Rivière-les-Fosses ist eine französische Gemeinde mit 184 Einwohnern (Stand: 1. Januar 2022) im Département Haute-Marne in der Region Grand Est (vor 2016 Champagne-Ardenne). Sie gehört zum Arrondissement Langres und zum Kanton Villegusien-le-Lac. Die Einwohner werden Rivièrois genannt.

## Geografie
Rivière-les-Fosses liegt etwa 40 Kilometer nordnordöstlich von Dijon an der Grenze zum Département Côte-d’Or. Umgeben wird Rivière-les-Fosses von den Nachbargemeinden Le Val-d’Esnoms im Norden und Westen, Le Montsaugeonnais im Osten sowie Selongey und Boussenois im Süden und Südosten.

## Bevölkerungsentwicklung
| Jahr                       | 1962 | 1968 | 1975 | 1982 | 1990 | 1999 | 2006 | 2011 | 2018 |
| Einwohner                  | 261  | 246  | 220  | 225  | 203  | 214  | 228  | 218  | 197  |
| Quellen: Cassini und INSEE |      |      |      |      |      |      |      |      |      |

## Sehenswürdigkeiten
- Nekropole aus der Merowingerzeit
- Kirche Saint-Mammès aus dem 12. Jahrhundert, im 19. Jahrhundert umgebaut
- Friedhofskreuz aus dem 15. Jahrhundert, Monument historique seit 1909
- Wehrhaus aus dem 16./17. Jahrhundert, seit 1972/1989 Monument historique

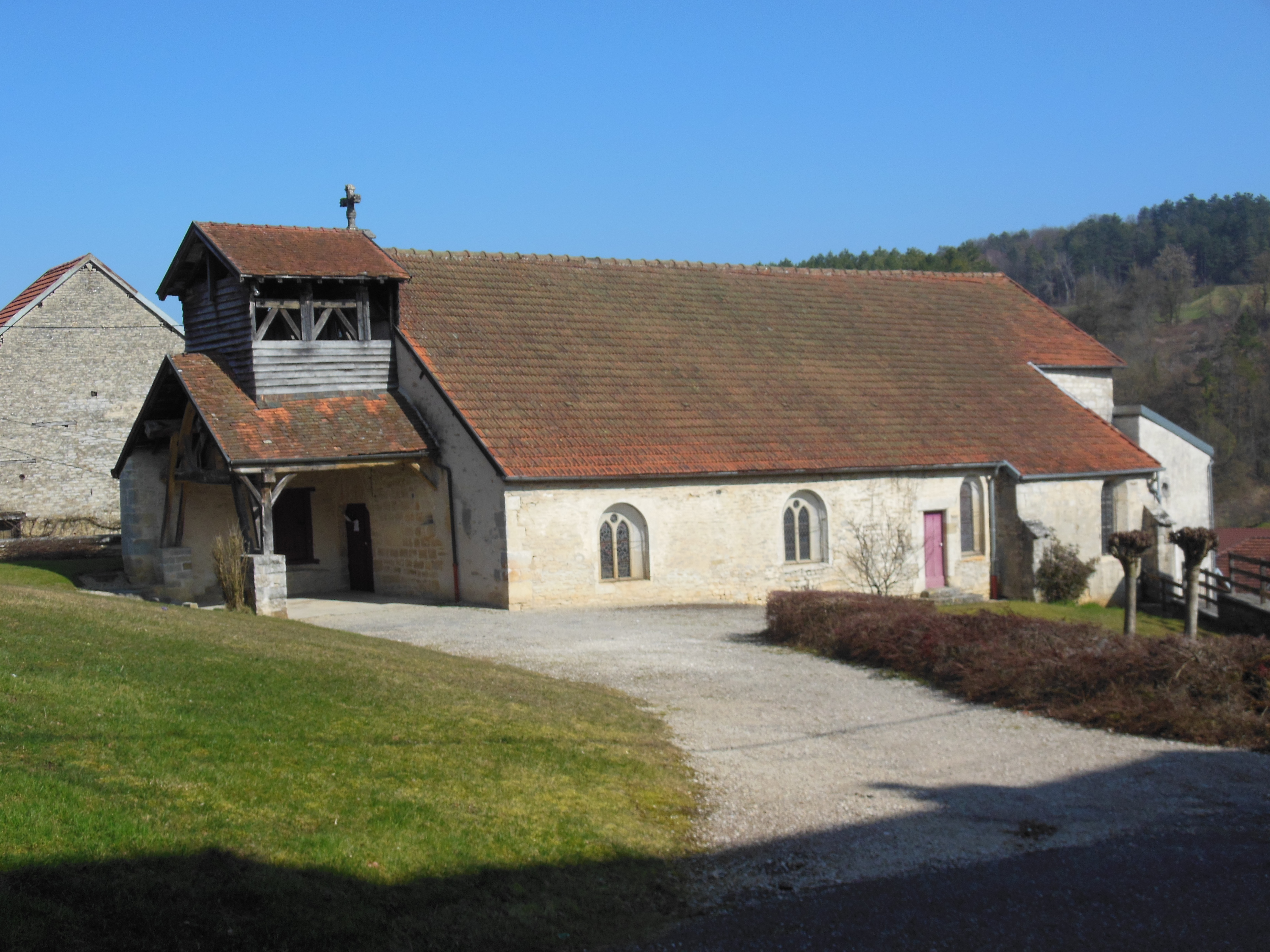
Kirche Saint-Mammès

- Hopfenmuseum